# Дентон (Тексас)
Дентон (енгл. Denton) град је у америчкој савезној држави Тексас. По попису становништва из 2010. у њему је живело 113.383 становника.

## Демографија
Према попису становништва из 2010. у граду је живело 113.383 становника, што је 32.846 (40,8%) становника више него 2000. године.
|                   | 2010.            | 2000.           |
| Укупно            | 113 383 (100,0%) | 80 537 (100,0%) |
| Белци             | 70 190 (61,91%)  | 55 585 (69,02%) |
| Хиспаноамериканци | 24 071 (21,23%)  | 13 188 (16,38%) |
| Афроамериканци    | 11 734 (10,35%)  | 7 344 (9,119%)  |
| Азијати           | 4 670 (4,119%)   | 2 731 (3,391%)  |
| Остали            | 2 718 (2,397%)   | 1 689 (2,097%)  |

## Партнерски градови
- Madaba